# 1992년 하계 올림픽 오스트리아 선수단
1992년 하계 올림픽 오스트리아 선수단은 스페인 바르셀로나에서 개최된 1992년 하계 올림픽에 참가한 올림픽 오스트리아 선수단이다.

## 사격
남자
| 선수                 | 세부 종목      | 예선   | 예선 | 결선      | 결선      |
| 선수                 | 세부 종목      | 스코어 | 순위 | 스코어    | 최종 순위 |
| 토마스 파르니크      | 50m 소총 3자세 | 1160   | 14   | 진출 실패 | 진출 실패 |
| 토마스 파르니크      | 10m 공기소총   | 590    | 6 Q  | 690.2     | 6         |
| 볼프람 바이벨        | 50m 소총복사   | 591    | 31   | 진출 실패 | 진출 실패 |
| 볼프람 바이벨 주니어 | 50m 소총 3자세 | 1140   | 38   | 진출 실패 | 진출 실패 |
| 볼프람 바이벨 주니어 | 50m 소총복사   | 596    | 11   | 진출 실패 | 진출 실패 |
| 볼프람 바이벨 주니어 | 10m 공기소총   | 589    | 11   | 진출 실패 | 진출 실패 |

## 육상

### 남자
트랙 / 도로 경기
| 선수 | 세부 종목 | 1차 예선 | 1차 예선 | 2차 예선 | 2차 예선 | 준결선 | 준결선 | 결선 | 결선      |
| 선수 | 세부 종목 | 기록     | 순위     | 기록     | 순위     | 기록   | 순위   | 기록 | 최종 순위 |

## 펜싱
여자
| 선수 (시드) | 세부 종목 | 32강전                  | 16강전                  | 8강전                   | 4강전                   | 결승 / 3,4위전          | 결승 / 3,4위전 |
| 선수 (시드) | 세부 종목 | 상대 선수 (시드) 스코어 | 상대 선수 (시드) 스코어 | 상대 선수 (시드) 스코어 | 상대 선수 (시드) 스코어 | 상대 선수 (시드) 스코어 | 순위           |

## 참고 자료
- (영어) “Austria at the 1992 Barcelona Summer Games”. SR/Olympic Sports. 2010년 1월 31일에 원본 문서에서 보존된 문서. 2011년 10월 14일에 확인함.